# А-40
А-40 («Літаючий танк», «Крила танка») — літальний апарат, створений Олегом Костянтиновичем Антоновим на базі танка Т-60. Спочатку літак був запропонований як підтримка для партизанів. Робота над планером велася з грудня 1941 року по лютий 1943 року, коли танк зняли з виробництва. Був виготовлений у квітні 1942 року в місті Тюмені в єдиному екземплярі. Льотні випробування проходили під Москвою з 7 серпня по 2 вересня 1942 року. Проводив їх відомий льотчик-планерист Сергій Анохін.

## Історія

A-40

У кінці 1941 року Олег Костянтинович Антонов вирішив створити гібрид танка та десантного планера, відмовившись від єдиної силової установки. Роботи над планером, який отримав індекс А-40 (або КТ — крила танка), почалися в найважчий період початку війни — в грудні 1941 року. Для випробувань було надано серійний легкий танк Т-60.
Планер виготовили у квітні 1942 року в Тюмені, куди було евакуйовано КБ. Випробування А-40 почалися під Москвою в Льотно-дослідницькому інституті (ЛІІ) 7 серпня 1942 року з пробіжок полегшеного танка по ґрунтовій злітно-посадковій смузі та бетонці. Метою досліду було дізнатися, чи витримає ходова частина машини швидкість 110–115 км/год (швидкість Т-60 становила 45 км/год). Потім були виконані три підльоти «КТ» на висоту 4 м, в яких випробували систему керування.

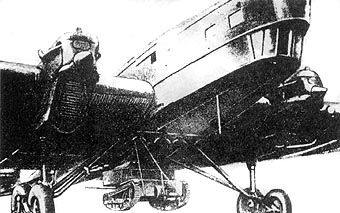
Літак ТБ-3 перевозить танк Т-27, 1935

Перший політ «КТ» відбувся 2 вересня 1942 року. Літаком-буксиром ТБ-3 з чотирма посиленими (по 970 к.с.) моторами АМ-34РН командував Павло Арсентійович Єремєєв, в минулому конструктор пілотажних планерів. Планером керував льотчик-випробувач дослідно-випробувального полігону повітряно-десантних військ Червоної Армії Сергій Миколайович Анохін. Через велику масу і малу обтічність А-40 буксирування велося на близькій до максимальної потужності двигунів ТБ-3 зі швидкістю 130 км/год. Попри це, швидкість підйому аеропоїзда виявилася недостатньою. Літак ледве досяг висоти 40 м.
Не дала позитивного результату спроба збільшити швидкість до 140 км/год, оскільки при цьому аеропоїзд починав знижуватися з вертикальною швидкістю 0,6 м/с. Крім того, стала підвищуватися температура води в системі охолодження двигунів, що могло призвести до їх перегріву. У цих умовах Єремєєв вирішив вивести аеропоїзд у район довколишнього аеродрому Биково та відчепити планер. Анохіну вдалося успішно здійснити посадку. Приземлившись, він запустив мотор танка і, не скидаючи крил, повільно рушив до командного пункту аеродрому. Не будучи попередженим про вимушену посадку незвичайного апарату, керівник польотів аеродрому по бойовій тривозі підняв обслугу зенітної батареї. Коли льотчик-випробувач виліз з машини, його затримали червоноармійці. Інцидент був вичерпаний з прибуттям аварійно-рятувальної команди ЛІІ. Танк своїм ходом доставили в селище Стаханове (нині місто Жуковське) до аеродрому ЛІІ. Подальші льотні випробування крилатого танка були припинені.

## Технічні характеристики
- Екіпаж: 2 людини
- Довжина планера: 12,06 м
- Розмах крил: 18 м
- Висота: немає даних
- Площа коробки крил: 85,8 м ²
- Питоме навантаження на крило: 90 кг/м ²
- Маса полегшеного танка Т-60 з корисним навантаженням: 5 800 кг
- Максимальна маса: 8 200 кг
- Маса планера: 2 004 кг
- Двигуни: ГАЗ-202 (70 к.с.) для руху по землі; в повітрі буксирується літаком ТБ-3
- Потужність: немає даних